# 이윤택
이윤택(李潤澤, 1952년 7월 9일~)은 대한민국의 극작가 겸 시인이자 연극 감독 및 뮤지컬 연출가 출신으로 성범죄자 및 강간범이다. 1972년에서부터 어언 46년 동안을 문단과 예단에서 활약했으며, 2018년에 은퇴했다.
평소에 "연극이 재능 있는 이들만의 예술이라 생각진 않는다."라며 신념했던 그는, 2018년 연극계에서 성추행 및 성폭행을 했다는 폭로가 나와, 여성 연극인 17명에 대한 성범죄 관련 혐의로 구속되었다. 본은 여주이며, 부산 출생이다.

## 생애
부산에서 어장 중개인의 무녀독남 외동아들로 출생한 그는 연극 작업을 하면서도, 이와 동시에 끊임없이 시, 평론, 시나리오 각본, TV드라마, 신문 칼럼을 쓰는 문학가 출신이면서도 뮤지컬, 무용, 축제극, 이벤트 연출 등 다방면에서 활동하는 전방위 예술가였다. 뿐만 아니라 전직 연희단 거리패 예술감독 출신이었으며, ‘문화게릴라’,‘공훈예술가’라는 별칭으로 불렸다.

## 지난날의 화젯거리
본인(이윤택)의 드라마(연속극) 집필작 중 하나인 SBS  《머나먼 쏭바강》은 원래 MBC에서 편성될 예정이었으나 MBC의 예산문제로 제작일정이 지연되자 SBS로 방송 채널이 바뀌어 1992년 12월 창사 2주년 특집극으로 편성될 계획이었지만 캐스팅 문제 등 여러 가지 이유 탓인지 1993년 11월 15일 첫 방영되어 월화 8시 50분 미니시리즈(60분물 24부작)로 방송됐으며 1997년 7월 5일부터 주말 밤 9시 50분에 재편성(100분짜리 8회분)될 예정이었고 SBS는 해당 작품(머나먼 쏭바강) 이후 《모래시계》《임꺽정》을 재방영할 계획이었으나 내부 반발로 무산됐는데《임꺽정》은 원래 본인(이윤택)이 각색자로 낙점됐지만  "작품해석상 차이" 때문에 하차해야 했다.

## 학력
- 부산초량국교 졸업
- 부산중학교 졸업
- 경남고등학교 졸업
- 서울연극학교 중퇴
- 한국방송통신초급대학 초등교육학과 전문학사
- 한국방송통신대학교 초등교육학과 학사

## 경력

### 연극 연출
- 1986년 죽음의 푸가, 히바쿠샤
- 1987년 산씻김
- 1988년 심판
- 1989년 시민K, 오픈커플
- 1990년 오구, 청부, 뮤지컬 슈퍼스타
- 1991년 길 떠나는 가족, 살아있는 이중생 각하
- 1992년 맥베드, 세월이 좋다
- 1993년 홍동지는 살어있다, 롤러스케이트를 타는 오뚜기, 바보각시
- 1994년 허재비놀이
- 1995년 청바지를 입은 파우스트, 미친 동물의 역사, 문제적 인간-연산, 사랑에 속고 돈에 울고
- 1996년 우리에게는 또다른 정부가 있다. 햄릿. 고래사냥
- 1996년 풍물극 - 불의 기쁨,밥의 평화, 파우스트
- 1998년 눈물의 여왕, 느낌,극락같은, 나는 누구냐 - 심산 김창숙, 바보각시, 리어왕
- 1999년 너도 먹고 물러나라, 로빈슨과 크루소, 가시밭의 한송이, 오페라 - 나비부인, 태풍
- 2000년 일식, 도솔가, 오르페오의 사랑, 오구, 파우스트, 어머니
- 2001년 햄릿, 어머니, 시골선비 조남명, 오구
- 2002년 수업, 하녀들, 연오랑과 세오녀, 오구, 오이디푸스
- 2003년 사랑에 속고 돈에 울고, 문제적 인간 연산, 조선 밀사 사명, 햄릿, 서울시민 1919, 옥단어
- 2004년 뇌우, 인생차압, 리어왕, 곡예사의 첫사랑, 제비, 초혼, 맹진사댁 경사
- 2005년 떼도적, 오월의 신부, 햄릿, 호프만 이야기
- 2006년 바보각시, 억척어멈과 그의자식들, 인형의집 노라
- 2007년 화성에서 꿈꾸다, 달아 달아 밝은 달아, 피의 결혼
- 2008년 세자매, 왕의우인 - 공길, 원전유서, 창작 뮤지컬 이순신, 몽환의 오셀로
- 2009년 하녀들, 수업, 창작뮤지컬 이순신, 원전유서, 햄릿, 화성에서 꿈꾸다, 창극-적벽, 베니스의 상인
- 2010년 베니스의 상인, 로빈손과 크루소, 수업, 오구, 햄릿, 태양의제국-도래인이야기, 창작뮤지컬 이순신, 한 마리 호랑나비가 해협을 건넜네, 하녀들

### 드라마 집필
- 1990년 MBC 《사람과 사람》
- 1991년 MBC 《행복어사전》
- 1991년 MBC 《도시인》(중도하차)
- 1992년 MBC 《춘원 이광수》
- 1993년 MBC 《사랑의 방식》
- 1993년 SBS 《머나먼 쏭바강》
- 1997년 SBS 《모델》

### 영화시나리오집필
- 1986년 《우리는 지금 제네바로 간다》 - 제26회 대종상 각본상 수상
- 1990년 《오세암》
- 1990년 《낙타는 따로 울지 않는다》
- 1991년 《단지 그대가 여자라는 이유만으로》
- 1991년 《장군의 아들 2》
- 1999년 《바보각시》
- 2000년 《오구》

## 수상
- 1986년 제26회 대종상 각본상 - 《우리는 지금 제네바로 간다》
- 1989년 한국평론가협회 최우수예술가상 - 《오구-죽음의 형식》
- 1990년 영희연극상<ITI국제 연극예술협회 한국본부> - 《시민K》
- 1991년 동아연극상 작품상. 연출상 - 《청부》
- 1991년 서울연극제 대상 - 《길떠나는 가족》
- 1991년 제31회 대종상 각본상-시나리오 - 《단지 그대가 여자라는 이유만으로》
- 1994년 서울연극제 연출상 - 《비닐하우스》
- 1995년 동아연극상 작품상, 연출상 - 《비닐하우스》
- 1995년 대산문학상 희곡상.동아연극상 작품상,희곡상. 백상예술상 대상,작품상 - 《문제적 인간 연산》
- 1996년 서울연극제 연출상《햄릿》 / 올해의 연극 베스트3. 비평가 협회상 - 《어머니》
- 1997년 국립극장 올해의 연출가상 - 《파우스트》
- 1998년 서울 국제 연극제 작품상, 연출상 - 《느낌, 극락같은》
- 1998년 올해의 연극 베스트 5선정 연출상 - 《느낌 극락같은》
- 1999년 백상예술대상 연출상 - 《느낌, 극락같은》
- 2000년 한국뮤지컬 대상 작품상 - 《태풍》
- 2001년 서울공연예술제 작품상, 연출상 - 《시골선비 조남명》
- 2001년 올해의 연극 베스트 3선정 - 《시골선비 조남명》/ 올해의 연극 베스트 5선정 - 《시골선비 조남명》
- 2002년 대한민국 문화예술상 수상
- 2005년 동아연극상 희곡상 - 《아름다운 남자》
- 2006년 대한민국 뮤지컬 대상 연출상 - 《화성에서 꿈꾸다》
- 2007년 동아연극상 작품상,연출상 - 《억척어멈과 그의 자식들》
- 2007년 더 뮤지컬 어워드 최우수작품상 - 《화성에서 꿈꾸다》
- 2008년 대한민국연극대상 작품상 - 《원전유서》
- 2009년 동아연극상 대상 연출상 - 《원전유서》
- 2010년 동아연극상 무대미술상 - 《방바닥 긁는 남지》

## 특점
2012년 대통령 선거 당시에는 훗날 제19대 대한민국 대통령이 된 문재인 당시 대통령 후보와 경남고등학교 같은 반 동창이었던 인연으로 그를 지지하는 연설을 한 바 있으며, 대한민국 언론인 중앙일보에서는 그를 문화예술계 친문 인사 중 한 명으로 평가하였다.

## 사건·사태와 파문

### 성추행·성폭력
2017년 11월에서부터 2018년 1월까지 미투 운동이 진행될 때, 미인 극단의 김수희 대표가 이윤택이 자신을 성추행 했다고 폭로하였다.
또한 이승비 극단 나비꿈 대표의 추가 폭로에 의하면, 이윤택의 황토방에 매일 다른 여성들이 들락날락 했으며, 이윤택의 성기를 핸드잡 하게 하고 사정에 이르게 하면 더 큰 배역을 맡겼다고 한다. 연극 배우 김지현은 이윤택이 황토방에서 성폭행까지 저질러 2005년 임신을 했고, 어쩔 수 없이 낙태를 하였다고 폭로하였다. 낙태한 김지현에게 이윤택은 200만원을 건네며 미안하다고 무마시켰으나, 그녀에게 자신의 아이를 임신했으니 '자신의 사람'이라며 다시 성폭행을 하기 시작했다고 김지현은 밝혔다.
뿐만 아니라, JTBC 뉴스룸 손석희 앵커와 진행된 인터뷰에서 배우 홍선주는 자신의 음부에 이윤택이 직접 나무젓가락을 꽂아 발성 연습을 시키는 등의 성추행을 저질렀다고 폭로하였다.
2018년 2월 19일 오전 10시경에 이윤택은 자신의 잘못에 대한 공개사과를 하였고, 그가 예술감독으로 있었던 극단인 연희단거리패는 해체하였다.
2018년 3월 21일 서울지방경찰청 성폭력범죄특별수사대는 상습강제추행 혐의로 이윤택의 구속영장을 신청하였고, 23일 범죄 사실이 소명되고 증거 인멸의 염려가 있어 구속 사유와 필요성이 인정되어 결국 구속되었다.
2018년 9월 7일 검찰은 여배우들을 상습적으로 성폭행한 혐의로 징역 7년을 구형하였다.
2018년 9월 19일 서울중앙지법은 징역 6년을 선고하였고, 80시간의 성폭력 치료프로그램 이수와 10년간 아동·청소년 기관 취업제한을 명령하였다. 검찰이 공소장에 적시한 25회 강제추행 중 18건을 유죄로 인정했다. 미투 운동으로 고발되어 재판에 넘겨진 사람들 중 처음으로 실형을 받게 되었다. 2019년 7월 유죄가 확정되었으며 결국 KBS 출연금지 명단에 올랐고 뒷날 MBC와 SBS에서도 출연금지 명단에 올라야 했다.